# Икономика на Албания
Брутния вътрешен продукт на Албания през 2005 година е 6.9 млрд. евро. Най-голям дял БВП заемат в сферата на услугите – 59,5 %, следват селското стопанство – 20,6 % и индустрията – 19,9 %.

## Заетост
Най-голям дял са заетите в селското стопанство – 58 %, следват услугите – 27 % и индустрията – 15 %. Безработицата е 12,5 %.

## Външна търговия
Вноса представлява в пъти по-голям от износа за страната – 4.844 млрд. долара внос и 1.416 млрд. долара износ.

## Нефт и природен газ
В началото на 2008 г. са открити залежи на нефт и природен газ в Северна Албания. Залежите възлизат на 2,987 млрд. барела нефт и 3,014 трилиона кубически метра природен газ. Изявленията са направени от Gustavson Associates LLC, които са подписали договор с Албанското правителство за проучвания в северната част на страната.